# Несвижский район
Не́свижский райо́н (бел. Нясві́жскі раён) — административная единица на юго-западе Минской области Республики Беларусь. Административный центр — город Несвиж.
Численность населения — 38 350 человек (на 1 января 2025 года).
В Несвиже расположен знаменитый Несвижский замок, внесённый в список Всемирного наследия ЮНЕСКО.

## Административное устройство
В районе 1 город — Несвиж, 1 городской посёлок — Городея, 114 сельских населённых пунктов.
В районе 1 поселковый Совет — Городейский и 7 сельсоветов:
- Городейский
- Козловский
- Ланский
- Липский
- Несвижский
- Сейловичский
- Сновский

Упразднённые сельсоветы:
- Быховщинский[6]
- Грицкевичский[7]
- Карцевичский[7]
- Качановичский
- Квачевский
- Леоновичский[7]
- Лысицкий
- Новосёлковский[7]
- Островский[7]
- Погорелецкий
- Юшевичский[7]

## География
Площадь 863 км² (22-е место среди районов). Район граничит с Клецким, Копыльским и Столбцовским районами Минской области, Кореличским районом Гродненской области, Барановичским и Ляховичским районами Брестской области.
Основные реки — Уша.
11,1% территории района покрыто лесом (наименьший показатель среди всех районов Республики Беларусь).

## Геральдика
Герб Несвижа утверждён решением Несвижского районного исполнительного комитета от 23 декабря 1999 года 19/35. Флаг утверждён решением Несвижского районного исполнительного комитета от 29 марта 2001 года № 5/43.
Герб и флаг зарегистрированы в Гербовом матрикуле Республики Беларусь 21 марта 2001 года № 51.

## История
С 1921 года до 17 сентября 1939 года территория нынешнего Несвижского района входила в состав Новогрудского воеводства Польши (Несвиж был центром повята), в 1939—1991 годы — в составе СССР (Белорусская ССР).
Район образован 15 января 1940 года. До 1954 года входил в состав Барановичской области, после её упразднения вошёл в состав Минской области.
С 25 декабря 1962 года по 30 июля 1966 года в состав Несвижского района входила территория упразднённого Клецкого района (впоследствии восстановлен).
20 октября 1995 года административные единицы Несвижский район и город Несвиж, имеющие общий административный центр, объединены в одну административную единицу — Несвижский район.
За достижение в 2022 году наилучших показателей в сфере социально-экономического развития Несвижский район признан победителем соревнования среди районов. Занесён на Республиканскую доску Почёта.
За достижение в 2023 году наилучших показателей в сфере социально-экономического развития Несвижский район (вместе с Барановичским, Каменецким, Островецким, Солигорским) признан победителем соревнования (среди районов) и занесён на Республиканскую доску Почёта.
Несвижский район (среди районов) признан победителем соревнования и занесён на Республиканскую доску почёта за достижение в 2024 году высоких результатов в сфере социально-экономического развития (вместе с Верхнедвинским районом, Жабинковским районом, Минским районом и Сморгонским районом). 

## Демография
Численность населения — 38 350 человек (на 1 января 2025 года), в том числе городское — 19 472 человек (Несвиж — 15 909 человек, Городея — 3 563 человек) , сельское — 18 878 человек.
На 1 января 2024 года население района 38 667 человек, в том числе в Несвиже — 15 968 человек, в Городее — 3 601 человек.
Население района составляет 38 889 человек, в том числе в Несвиже проживают 15 907 человек, в Городее — 3 643 человек (на 1 января 2023 года). Всего насчитывается 117 населенных пунктов.
| Численность населения (по годам) | Численность населения (по годам) | Численность населения (по годам) | Численность населения (по годам) | Численность населения (по годам) | Численность населения (по годам) | Численность населения (по годам) | Численность населения (по годам) | Численность населения (по годам) | Численность населения (по годам) |
| 1996                             | 2001                             | 2002                             | 2003                             | 2004                             | 2005                             | 2006                             | 2007                             | 2008                             | 2009                             |
| -------------------------------- | -------------------------------- | -------------------------------- | -------------------------------- | -------------------------------- | -------------------------------- | -------------------------------- | -------------------------------- | -------------------------------- | -------------------------------- |
| 48 400                           | ▼45 901                          | ▼45 479                          | ▼44 857                          | ▼44 343                          | ▼43 778                          | ▼43 300                          | ▼42 784                          | ▼42 456                          | ▼42 032                          |
| 2010                             | 2011                             | 2012                             | 2013                             | 2014                             | 2015                             | 2016                             | 2017                             | 2018                             | 2019                             |
| ▼41 474                          | ▼40 825                          | ▼40 236                          | ▼39 862                          | ▼39 456                          | ▼39 287                          | ▼39 206                          | ▼39 142                          | ▼39 022                          | ▼38 795                          |
| 2020                             | 2021                             | 2022                             | 2023                             | 2024                             | 2025                             | 2026                             |                                  |                                  |                                  |
|                                  |                                  |                                  | ▼38 889                          | ▼38 667                          | ▼38 350                          |                                  |                                  |                                  |                                  |

| Национальный состав по переписи 2009 года (всего — 41 618 человек) | Национальный состав по переписи 2009 года (всего — 41 618 человек) | Национальный состав по переписи 2009 года (всего — 41 618 человек) | Национальный состав по переписи 2009 года (всего — 41 618 человек) | Национальный состав по переписи 2009 года (всего — 41 618 человек) | Национальный состав по переписи 2009 года (всего — 41 618 человек) | Национальный состав по переписи 2009 года (всего — 41 618 человек) | Национальный состав по переписи 2009 года (всего — 41 618 человек) | Национальный состав по переписи 2009 года (всего — 41 618 человек) | Национальный состав по переписи 2009 года (всего — 41 618 человек) | Национальный состав по переписи 2009 года (всего — 41 618 человек) |
|                                                                    | белорусы                                                           | белорусы                                                           | русские                                                            | русские                                                            | поляки                                                             | поляки                                                             | украинцы                                                           | украинцы                                                           | армяне                                                             | армяне                                                             |
| ------------------------------------------------------------------ | ------------------------------------------------------------------ | ------------------------------------------------------------------ | ------------------------------------------------------------------ | ------------------------------------------------------------------ | ------------------------------------------------------------------ | ------------------------------------------------------------------ | ------------------------------------------------------------------ | ------------------------------------------------------------------ | ------------------------------------------------------------------ | ------------------------------------------------------------------ |
| Всего                                                              | 36 976                                                             | 88,85%                                                             | 2198                                                               | 5,28%                                                              | 1665                                                               | 4%                                                                 | 453                                                                | 1,09%                                                              | 75                                                                 | 0,18%                                                              |
| городское                                                          | 15 707                                                             | 86,63%                                                             | 1140                                                               | 6,29%                                                              | 880                                                                | 4,85%                                                              | 237                                                                | 1,31%                                                              | 39                                                                 | 0,22%                                                              |
| сельское                                                           | 21 269                                                             | 90,56%                                                             | 1058                                                               | 4,5%                                                               | 785                                                                | 3,34%                                                              | 216                                                                | 0,92%                                                              | 36                                                                 | 0,15%                                                              |
|                                                                    | цыгане                                                             | цыгане                                                             | татары                                                             | татары                                                             | литовцы                                                            | литовцы                                                            | молдаване                                                          | молдаване                                                          | азербайджанцы                                                      | азербайджанцы                                                      |
| Всего                                                              | 34                                                                 | 0,08%                                                              | 19                                                                 | 0,05%                                                              | 16                                                                 | 0,04%                                                              | 12                                                                 | 0,03%                                                              | 8                                                                  | 0,02%                                                              |
| городское                                                          | 24                                                                 | 0,13%                                                              | 8                                                                  | 0,04%                                                              | 8                                                                  | 0,04%                                                              | 4                                                                  | 0,02%                                                              | 1                                                                  | 0,01%                                                              |
| сельское                                                           | 10                                                                 | 0,04%                                                              | 11                                                                 | 0,05%                                                              | 8                                                                  | 0,03%                                                              | 8                                                                  | 0,03%                                                              | 7                                                                  | 0,03%                                                              |

На 1 января 2018 года 18,3% населения района были в возрасте моложе трудоспособного, 53,7% — в трудоспособном, 28% — старше трудоспособного (в 2011 году — 17%, 56,3%, 26,7%). Среди городского населения эти показатели составляли 19,3%, 56,2% и 24,5% соответственно, среди сельского — 17,2%, 51,2%, 31,6%.
Рождаемость в Несвижском районе в 2017 году составила 11,1 на 1000 человек (средняя по области — 11,5). В среднем в 2010—2017 годах в районе рождалось 400—550 детей. Смертность — 16,9 на 1000 человек (средняя по области — 14), ежегодно умирало 650—850 человек. Ежегодно наблюдается естественная убыль населения в 150—350 человек (-5,8 на 1000 человек в 2017 году). В 2010—2013 годах из района чаще уезжали, чем приезжали, но в 2014—2017 годах наблюдается небольшой приток населения (от 6 до 152 человек в год).
|                                               | 2010 | 2011 | 2012 | 2013 | 2014 | 2015 | 2016 | 2017 |
| --------------------------------------------- | ---- | ---- | ---- | ---- | ---- | ---- | ---- | ---- |
| Рождаемость (на 1000 человек)                 | 12   | 11,2 | 11,2 | 13   | 12,3 | 13,9 | 11,8 | 11,1 |
| Смертность (на 1000 человек)                  | 20,7 | 19,5 | 18,7 | 20,3 | 16,8 | 18,8 | 17,3 | 16,9 |
| Естественный прирост (на 1000 человек)        | -8,7 | -8,3 | -7,5 | -7,3 | -4,5 | -4,9 | -5,5 | -5,8 |
| Естественный прирост (в абсолютном выражении) | -358 | ...  | ...  | -290 | -175 | -193 | -216 | -227 |
| Миграционный прирост (в абсолютном выражении) | -291 | ...  | ...  | -116 | +6   | +112 | +152 | +107 |

В 2017 году в районе был заключён 331 брак (8,5 на 1000 человек). По этому показателю Несвижский район занимает второе место в Минской области после Логойского района. Число разводов в 2017 году составило 122 (3,1 на 1000 человек), что ниже среднего показателя по области (3,4).

## Экономика
Выручка от реализации продукции, товаров, работ, услуг за 2017 год составила 997 млн рублей (около 498 млн долларов), в том числе 342,9 млн рублей пришлось на сельское, лесное и рыбное хозяйство (34,39%), 563,5 млн на промышленность (56,52%), 15,2 млн на строительство (1,52%), 51,6 млн на торговлю и ремонт (5,18%), 23,8 млн на прочие виды экономической деятельности (2,39%).
В 2017 году в экономике было занято 18,9 тыс. человек. Уровень зарплаты в Несвижском районе составлял 97,8% от среднего по Минской области.

### Промышленность
В промышленности района занято 3,8 тысяч человек. За 10 месяцев 2018 года предприятия района произвели промышленной продукции на 275 млн рублей (ок. 130 млн долларов). Крупнейшие предприятия промышленности — ОАО «Городейский сахарный комбинат» (входит в концерн «Белгоспищепром») и ООО «Несвижский завод детского питания» (частный), которые обеспечивают 36% и 23% выпуска промышленной продукции в районе соответственно.
Пищевая промышленность также представлена Несвижским городским молочным заводом (в настоящее время — Несвижский производственный участок Слуцкого сыродельного комбината), хлебозаводом (филиал ОАО «Борисовхлебпром») и предприятием «Завод по розливу пива и безалкогольных напитков» (филиал производителя пива ОАО «Криница»); некоторые сельскохозяйственные предприятия занимаются переработкой и производством готовой продукции. В агрогородке Снов действует крахмальный завод — филиал производителя алкогольных напитков ОАО «Минск Кристалл».
Развита фармацевтическая промышленность (ОАО «Несвижский завод медицинских препаратов», белорусско-голландское СП ООО «Фармлэнд», белорусско-польское ИПУП «Мед-интерпласт»).
Малые предприятия производят бумажные пакеты для расфасовки сахара, полипропиленовые тканые мешки, деревянные двери, действует Несвижский филиал Старобинского торфобрикетного завода (выпускает торфобрикеты из сырья, добываемого в торфомассиве «Каролины» в Несвижском районе).
КУП «Несвижская швейная фабрика» в 2017 году ликвидирована в результате реорганизации. Несвижский льнозавод (филиал Воложинского льнокомбината), расположенный в Городее, ликвидирован в 2014 году.

### Сельское хозяйство
Развито сельское хозяйство. Несвижский район специализируется на мясо-молочном скотоводстве, свиноводстве, выращивании зерновых, сахарной свёклы, кормопроизводстве. По урожайности зерновых и зернобобовых район является одним из лидеров в Республике Беларусь (63,3 ц/га в 2017 году), валовой сбор — 159 тыс. т в 2017 году (третье место в стране). Другая важная сельскохозяйственная культура — сахарная свёкла, сырьё для расположенного в районе Городейского сахарного комбината. В 2017 году хозяйства района собрали 338 тыс. т сахарной свёклы (урожайность — 622 ц/га). Под зерновые культуры в 2017 году было засеяно 25,2 тыс. га пахотных площадей (29% всей площади района), под сахарную свёклу — 5,4 тыс. га (6%), под кормовые культуры — 15,6 тыс. га (18%).
В государственных сельскохозяйственных организациях района (без учёта фермерских и личных хозяйств) в 2017 году содержалось 66,8 тыс. единиц крупного рогатого скота, в том числе 17,2 тыс. коров, 69,1 тыс. свиней и 632,6 тыс. голов птицы. В сельскохозяйственных организациях района в 2017 году было реализовано 41,5 тыс. т скота и птицы на убой (в живом весе) — 9,5% от общей реализации в Минской области (больше только в Смолевичском и Дзержинском районах). Государственные хозяйства района в 2017 году реализовали 132 тыс. т молока (второе место в Минской области). Средний удой молока от коровы в Несвижском районе — один из самых высоких в республике (7707 л с коровы в государственных хозяйствах).
Крупнейшие сельскохозяйственные предприятия — СПК «Агрокомбинат Снов», ОАО «Лань-Несвиж», ОАО «Несвижский райагросервис», ОАО «Городея», ОАО «Новая жизнь». Всего в районе действуют 46 молочно-товарных ферм, два комплекса по выращиванию и откорму крупного рогатого скота, два свинокомплекса, одна ферма по выращиванию цыплят-бройлеров. В сельском хозяйстве занято 5,2 тыс. человек (36% трудоспособного населения). В 2018 году сельскохозяйственные предприятия произвели продукции на 231 млн рублей (110 млн долларов).

### Внешняя торговля
В 2017 году предприятия района экспортировали продукции на 137,7 млн долларов, импортировали на 92,4 млн долларов.

## Транспорт
Через район проходят железная и автомобильная дороги Брест — Минск — Москва. Станция Городея — главный транспортный узел района с интенсивным грузовым и пассажирским движением. В Несвиже действует пассажирская автостанция, обслуживающая пригородные и междугородные маршруты.
Через район проходит магистральный газопровод «Ямал — Европа», действует компрессорная станция, в районном центре расположено Несвижское управление магистральных газопроводов.
| Автодороги проходящие через Несвижский район                      | Обозначения |
| ----------------------------------------------------------------- | ----------- |
| Брест (Козловичи) — Минск — граница Российской Федерации (Редьки) | М1 E 30     |
| Несвиж — Клецк                                                    | Р12         |
| Поречаны (от М6) — Новогрудок — Несвиж                            | Р11         |
| Першаи — Ивенец — Несвиж                                          | Р54         |
| Осиповичи — Барановичи                                            | Р91         |
| Несвиж — Тимковичи                                                | Р107        |

## Здравоохранение
В 2016 году в организациях Министерства здравоохранения Республики Беларусь, расположенных на территории района, работало 104 практикующих врача (26,6 на 10 тысяч человек) и 457 средних медицинских работников (116,8 на 10 тысяч человек). В больницах насчитывалось 311 коек (79,5 на 10 тысяч человек).

## Образование
По состоянию на 2018 год в Несвижском районе действуют 13 детских садов, включая один санаторный, дошкольный центр развития ребёнка (всего детские сады посещает 1634 ребёнка), 19 учреждений общего среднего образования (в том числе 1 гимназия), 1 детский дом семейного типа. В школах и гимназии обучается 4313 учеников (средний размер класса — 15 человек).
Учебный процесс обеспечивают 912 педагогических работников.
В Несвиже работает Несвижский государственный колледж имени Якуба Коласа, готовящий специалистов по специальностям «Начальное образование», «Иностранный язык», «Туризм и гостеприимство», «Дошкольное образование», «Физическая культура», «Дизайн».

## Культура
В Несвижском районе действует 2 государственных музея — Национальный историко-культурный музей-заповедник «Несвиж» (подчиняется напрямую Министерству культуры Республики Беларусь) и Несвижский историко-краеведческий музей (подчиняется отделу идеологической работы, культуры и по делам молодёжи Несвижского райисполкома). В 2016 году музей-заповедник «Несвиж» стал вторым по посещаемости музеем в стране (412,4 тыс. посещений), ещё 36,5 тыс. человек посетили историко-краеведческий музей.
Также расположены:
- Квартира-музей М. К. Севрука[58] в Несвиж — филиал государственного учреждения «Несвижский историко-краеведческий музей»[59]
- Музей Павла Пронузо в Несвиж
- Музей в честь художника Евгения Ивановича Ждана в аг. Снов
- Краеведческий музей в аг. Снов
- Музей-усадьба Олега Пракорины в аг. Снов

По состоянию на конец 2018 года в районе насчитывается 21 библиотека с фондом 272,8 тыс. экземпляров документов, 25 Домов культуры и клубов, 4 детские школы искусств. Услугами библиотек за первое полугодие 2018 года воспользовалось 13,9 тыс. человек, включая 3,8 тыс. детей. Посетителям было выдано 158,9 тыс. экземпляров книг и журналов, в т. ч. 37,6 тыс. — детям. В детских школах искусств по музыкальному, театральному, хореографическому, изобразительному, народному декоративно-прикладному направлениям занимается 780 человек.

## Религия
Большинство верующих относят себя к православным, значительная доля верующих — католики. В Несвижском районе исторически проживают татары, до 1960 года действовала мусульманская община, зарегистрированная в Клецке, но пользовавшаяся мечетью в деревне Осмолово Несвижского района. Еврейская община Несвижа до середины XX века была большой и влиятельной, существовала Большая синагога и 7 молельных домов. В настоящее время в Несвижском районе действует 15 православных общин, 9 общин христиан веры евангельской, 4 римско-католических общины, 1 община христиан-адвентистов седьмого дня.

## Достопримечательности
- Несвижский дворцово-замковый комплекс (включён в список Всемирного наследия ЮНЕСКО)
- Костёл Божьего Тела в Несвиж
- Монастырь бенедиктинок в г. Несвиж
- Монастырь бернардинцев в г. Несвиж
- Церковь Крестовоздвиженская в д. Большая Лысица
- Церковь Благовещенская[бел.] в д. Куноса
- Церковь Покровская в аг. Лань
- Церковь Покровская[бел.] в д. Великая Липа
- Водяная мельница в д. Макаши Городейского сельсовета
- Церковь Святого Георгия в аг. Островки
- Дворец Рдултовских[бел.] в аг. Снов
- Усадьба Гартингов в аг. Снов
- Костёл Святого Иоанна Крестителя в аг. Снов
- Церковь Святого Козьмы и Демьяна[бел.] в аг. Снов
- Церковь Троицкая[бел.] в аг. Солтановщина
- Часовня Матери Божией Остробрамской в д. Ужанка

## Галерея
- Костёл Божьего Тела в Несвиже
- Церковь Благовещенская в Куносе
- Большая синагога в Несвиже
- Мечеть в Осмолово

## Спорт
На территории района находятся два футбольных стадиона — «Урожай» в Несвиже (1960 мест) и стадион СОК «Городея» (1625 мест). Футбольный клуб «Верас» (Несвиж) в 2004—2010 годах выступал в Первой лиге, впоследствии расформирован. ФК Городея с 2016 года выступает в Высшей лиге, трижды завершал сезон на девятом месте.